# University of Wisconsin System
Das University of Wisconsin System ist ein 1971 gegründeter Verbund staatlicher Universitäten im US-Bundesstaat Wisconsin. Er besteht mit Stand 2020 aus 13 Universitäten, die über 26 Standorte verteilt sind. Er hat insgesamt rund 40.000 Mitarbeiter und betreut ungefähr 165.000 Studierende.

## Standorte
In Klammern sind jeweils die Zahl der Studierenden im Herbst 2020 angegeben:
Forschungsuniversitäten
- University of Wisconsin–Madison (44.640) in Madison, größter Standort im Systems
- University of Wisconsin–Milwaukee (24.565, zuzüglich 590 Fernstudenten) in Milwaukee, mit Niederlassungen in West Bend im Washington County und in Waukesha

Comprehensive Universities
- UW–Eau Claire (11.017), Hauptcampus in Eau Claire, Niederlassung in Rice Lake im Barron County
- UW–Green Bay (8.954), Hauptcampus in Green Bay, drei Niederlassungen
- UW–La Crosse (10.531) in La Crosse
- UW–Oshkosh (15.314) in Oshkosh im Winnebago County
- UW–Parkside (4.452, zuzüglich 145 Fernstudenten) in Kenosha
- UW–Platteville (7.547), Hauptcampus in Platteville, Niederlassungen in Baraboo im Sauk County und in Richland im Richland County
- UW–River Falls (5.855) in River Falls
- UW–Stevens Point (8.302), Hauptcampus in Stevens Point im Portage County, weitere Standorte in Marshfield und in Wausau im Marathon County
- UW–Stout (7.970) in Menomonie im Dunn County (Wisconsin)
- UW–Superior (2.560) in Superior im Douglas County (Wisconsin)
- UW–Whitewater (11.989), Hauptcampus in Whitewater im Jefferson County (Wisconsin), Niederlassung in Janesville im Rock County (Wisconsin)

## Präsidenten
Bis 2020 war Ray Cross Präsident des Universitätsverbandes. Der Politiker und ehemalige Gouverneur Tommy Thompson wurde sein Nachfolger, ab 2020 als Interimspräsident, seit Februar 2022 als Präsident.